# Kariya, Aichi
Kariya (刈谷市 Kariya-shi, Ngải Cốc) là một thành phố thuộc tỉnh Aichi, Nhật Bản.
Tính đến năm 2010, thành phố có dân số ước đạt 146.590 người và mật độ dân số 2,910 người/km². Tổng diện tích là 50.45 km².

## Lịch sử
Thành phố được thành lập vào ngày 1 tháng 4 năm 1950.

## Thành phố kết nghĩa
Mississauga

## Giáo dục
- Đại học: Trường Đại học Giáo dục Aichi.